# 荣兰祥
荣兰祥（1964年6月6日—）汉族，山东省汶上县人。中华人民共和国企业家。山东蓝翔高级技工学校校长。第十一、十二届全国人民代表大会山东省代表。2014年11月27日，辞去全国人民代表大会代表职务。

## 生平
荣兰祥的家乡是山东省汶上县。后来他到河南省商丘市居住过一段时间。1984年10月，荣兰祥在山东省济南市创办了天桥职业技术培训学校，这是日后山东蓝翔高级技工学校的前身。1988年，济南军区搞“三产”，荣兰祥的天桥职业技术培训学校被济南军区收编，创办55151部队蓝翔职业技能培训学校。从1988年到1997年，荣兰祥一直属于济南军区。1997年，中央军委发文，要求部队与生产经营脱钩，自此荣兰祥及其学校与济南军区脱钩。但脱钩时，该学校还带有部队家属及职工，到济南市天桥区购地建学校，实际上到2001年、2002年该校才真正脱离部队。经过购地扩张，2005年9月，山东蓝翔高级技工学校启用并招生。2008年10月，更大规模的“山东蓝翔职业技术学院（筹建）”建成。2013年，荣兰祥以自己名义开设的房地产公司，在济南军区一个房产管理处土地旁花费1800万元购置了住宅用地。
荣兰祥毕业于山东省成人中等专业学校企业管理专业。加入中国民主建国会。2008年起担任第十一届全国人大代表。2013年，又连任为第十二届全国人大代表。因个人原因，2014年11月27日，山东省第十二届人大常委会第十一次会议决定接受其辞去第十二届全国人民代表大会代表职务。

## 争议事件
2014年9月下旬，荣兰祥妻子孔素英实名举报他拥有三张身份证，身份证上的地址分别为北京市顺义区、山东省济南市、河南省商丘市，除了荣姓、民族、性别相同外，户籍所在地、住址以及出生年月都完全不同。由于拥有多张身份证，并涉嫌超生，荣兰祥已申请辞去全国人大代表职务。2014年11月8日，荣兰祥的济南户籍信息因属于虚假移入，已被注销并删除，其号码为3701041964060613**的身份证也被一同注销。而户籍在河南商丘的身份证已经过期。
2022年5月4日，荣兰祥的前妻孔素英在多个短视频和社交平台上举报称，荣兰祥涉嫌私藏枪支、强奸、组织黑恶势力跨省打架，荣兰祥的虚假诉讼还导致300多户居民无家可归。早前荣兰祥女儿荣婷在网络社交平台发布举报视频，称母亲孔素英曾面对媒体称自己生活困难，靠娘家接济等，是其在媒体上打造的虚假人设，为博取同情而捏造，所说内容均不属实。

## 家庭
荣兰祥有一个姐姐、三个哥哥，他在家中是最小的。
1986年，荣兰祥与孔素英（河南商丘人）结婚。孔素英在1989年到1993年，为荣兰祥生了两儿四女，“有了小儿子以后，开始发现他在外面有女人，脾气也越来越暴躁”。婚后孔素英经常遭受家庭暴力。2014年10月29日，榮蘭祥向計生部門承認有6個子女，且對由此給社會及孩子帶來的影響致歉。